# Вулька-Орховська
Вулька-Орховська (пол. Wólka Orchowska) — село в Польщі, у гміні Орхово Слупецького повіту Великопольського воєводства.
Населення — 61 особа (2011).
У 1975-1998 роках село належало до Конінського воєводства.

## Демографія
Демографічна структура станом на 31 березня 2011 року:
|          | Загалом | Допрацездатний вік | Працездатний вік | Постпрацездатний вік |
| -------- | ------- | ------------------ | ---------------- | -------------------- |
| Чоловіки | 30      | 11                 | 16               | 3                    |
| Жінки    | 31      | 5                  | 19               | 7                    |
| Разом    | 61      | 16                 | 35               | 10                   |